# NER Selbstentladewagen P15
Die Selbstentladewagen nach Musterblatt P15 waren vierachsige Güterwagen mit Schwerkraftentladung zum Transport von Kohle und waren ab 1903 bei der britischen North Eastern Railway (NER) im Einsatz.

## Geschichte
Die NER hatte sich um 1900 entschlossen, Güterwagen von größerer Ladefähigkeit als bisher üblich anzuschaffen, war sich aber über die Größe und Bauart noch keineswegs klar geworden. Wurden Kohlen bisher mit meist zweiachsigen offenen Wagen in Holzbauweise befördert, entschloss man sich nun die ersten Selbstentladewagen in Auftrag zu geben und bestellte 1903 bei der Leeds Forge Company 50 Exemplare mit 40 t Ladefähigkeit. Eingesetzt wurden diese Wagen um Kohle von den Kohlegruben in Ashington und Woodhorn zu dem 12 km entfernten Hafen Blyth bei Newcastle upon Tyne zu befördern.
Die in Ganzstahlbauweise gebauten Trichterwagen konnten mit 40 t Ladung innerhalb von 37 Sekunden entladen werden. Im Vergleich zu den zuvor eingesetzten  zweiachsigen Güterwagen sparten diese Wagen 40 Prozent an Eigengewicht und 50 Prozent an Zuglänge.

## Maßzeichnung

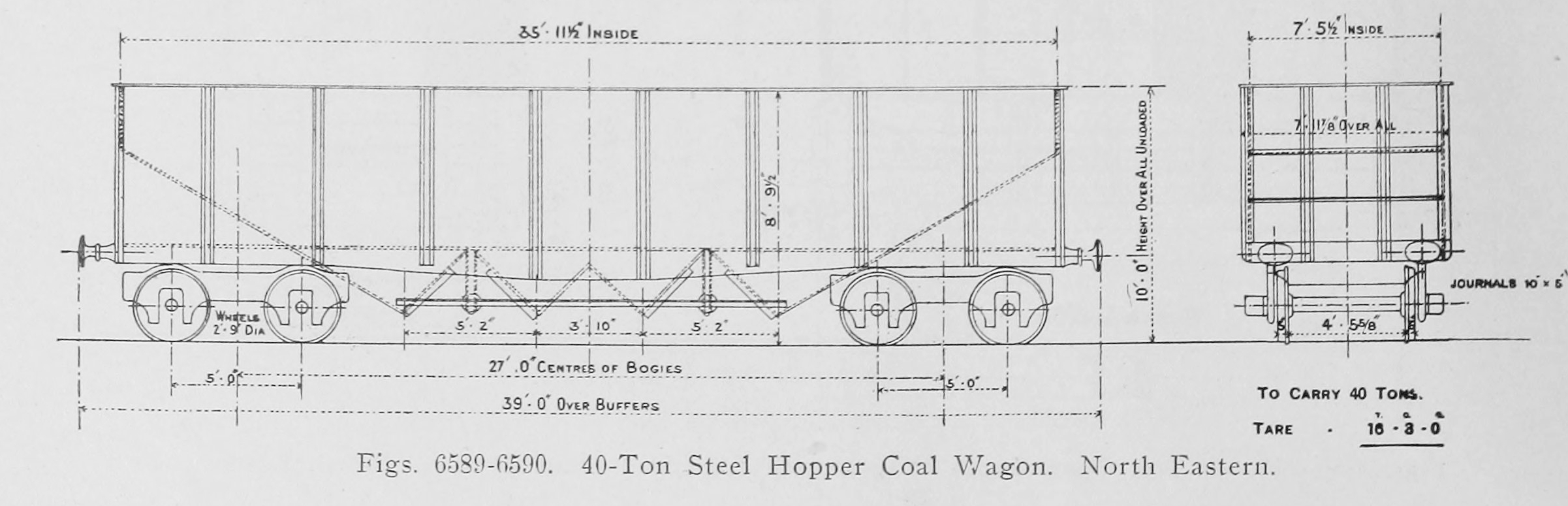
Maßzeichnung nach Musterblatt P15

## Weitere Baureihen
Im gleichen Jahr ließ die NER zu Testzwecken weitere Selbstentladewagen aus Stahl mit ebenfalls 40 t Ladefähigkeit nach dem Patent von Sheffield and Twinberrow bauen, nachdem man 1901 bereits ähnliche Wagen nach diesem Patent für 32 t Lademasse bei der Darlington Wagon and Engineering Company in Auftrag gegeben hatte.